# Barnston Island
Barnston Island är en ö i Kanada.   Den ligger i provinsen British Columbia, i den södra delen av landet, 3 500 km väster om huvudstaden Ottawa.
Runt Barnston Island är det i huvudsak tätbebyggt. Runt Barnston Island är det tätbefolkat, med 297 invånare per kvadratkilometer.